# Ochthebius bernhardi
Ochthebius bernhardi är en skalbaggsart som beskrevs av Manfred A. Jäch och Juan A. Delgado 2008. Ochthebius bernhardi ingår i släktet Ochthebius och familjen vattenbrynsbaggar. Inga underarter finns listade i Catalogue of Life.